# Elizabete Caballero
Maria Elizabete Silva Caballero ou simplesmente Elizabete Caballero (Santo Ângelo, 7 de abril de 1942 – São Paulo, 17 de julho de 2007) foi uma bióloga, professora universitária, ambientalista e cientista brasileira. 

## Ativismo ecológico
Tataraneta dum professor universitário espanhol, Elizabete Caballero adquiriu notoriedade por liderar as primeiras campanhas de proteção ambiental no interior do estado de São Paulo, quando era presidente da Sociedade Regional de Ecologia, ao promover a primeira campanha pela despoluição do rio Preto, curso d'água situado na região de São José do Rio Preto, durante os anos de 1980, uma iniciativa que ainda era pioneira no Brasil.
Ela também foi responsável por outras ações ambientalistas inovadoras como a organização de campanhas que resultaram na instalação de um dos primeiros colegiados administrativos municipais de proteção ambiental, o COMDEMA de São José do Rio Preto, além das campanhas de preservação e tombamento de bens culturais na região.

## Contribuição científico-acadêmica
Com graduação em história natural pela UNISINOS e pela UFPR com doutorado em Ciências pela Universidade Estadual Paulista Júlio de Mesquita (UNESP) em 1973, após defender a tese de doutoramento "Bionomia dos Oligochaeta terrestres da Região Norte-Ocidental do Estado de São Paulo" sob orientação do professor Gilberto Righi, a doutora Elizabete Caballero teve atuação acadêmica intensa na área de zoologia de invertebrados, vindo a atuar como professora concursada na UNESP, campus de São José do Rio Preto, entre 1967 a 1986 e na Universidade Federal de Mato Grosso do Sul (UFMS), campus de Três Lagoas, entre 1986 a 2007.
Defendida na década de 1970, a tese de doutorado de Elizabete Caballero continuaria tendo bastante relevância científica sendo citada por trabalhos produzidos mesmo após várias décadas, a exemplo do artigo "Poblaciones de lombrices de tierra muestreadas por diferentes métodos de coleta (eléctrico, químico y manual) en ecosistemas de la región de Londrina, Paraná, Brasil", publicado em 2006 no periódico científico "Acta zoológica mexicana", e do artigo "Recommendations for assessing earthworm populations in Brazilian ecosystems", publicado em 2020 no periódico científico "Pesquisa Agropecuária Brasileira" publicado pela EMBRAPA.

## Homenagens póstumas
- Escola Municipal Profª. Elizabete Caballero (situada no bairro da Vila Ercília na cidade de São José do Rio Preto)[1][3][7];
- Alameda Maria Elizabete Silva Caballero (situada na cidade de São José do Rio Preto).